# BD-06 3628
BD-06 3628 — двойная звезда в созвездии Девы на расстоянии приблизительно 680 световых лет (около 209 парсек) от Солнца. Визуальная звёздная величина звезды — +10,16m. Возраст звезды определён около 5,2 млрд лет.
В 2017 году группой астрономов проекта MARVELS (Multi-object APO Radial Velocity Exoplanet Large-area Survey) было объявлено об открытии коричневого карлика MARVELS-10 b.

## Характеристики
Первый компонент — жёлто-белая звезда спектрального класса F8V. Масса — около 1,03 солнечной, радиус — около 1,37 солнечного, светимость — около 3,076 солнечной. Эффективная температура — около 6258 K.
Второй компонент (MARVELS-10 b) — коричневый карлик. Масса — около 14,8 юпитерианской. Орбитальный период — около 217,3 суток. Удалён в среднем на 0,71 а.е..